# USMM Hadjout
El USMM Hadjout es un equipo de fútbol de Argelia que juega en la División Nacional Aficionada de Argelia, la tercera categoría de fútbol en el país.

## Historia
Fue fundado en el año 1947 en la ciudad de Hadjout con el nombre USM Marengo como un club multideportivo con secciones en baloncesto y balonmano, por no con la popularidad que tiene la sección de fútbol. Su nombre lo cambiaron por el de IRB Hadhout en 1962 tras la independencia de Argelia.
La mayor parte de su historia han sido un equipo aficionado, principalmente jugando en las divisiones regionales hasta finales de la década de los años 1990s cuando logró el ascenso al Campeonato Nacional de Argelia por primera vez en su historia.
Su debut también fue su despedida luego de terminar en último lugar y solo ganar un partido de los 26 que jugó, y no descendió a la segunda categoría, sino a la tercera división por la reorganización que hubo en la estructura del fútbol en Argelia hecha por la Federación Argelina de Fútbol.

## Palmarés
- División Nacional Aficionada: 1

2012/13
- Interregional: 1

2008/09
- Regional 1: 1

2007/08

## Jugadores

### Jugadores destacados
| - Khaled Boukacem - Mohamed Yaghni - Khaled Bouzar - Mohamed Amine Khiter | - Chérif Rabta - Karim Bouzar - Yacine Hamadou - Abdeslam Selloum | - Hichem Souakir - Abdennour Siouane - Yahia Labani |